# Province de Naitasiri
 (janvier 2023).
Si vous disposez d'ouvrages ou d'articles de référence ou si vous connaissez des sites web de qualité traitant du thème abordé ici, merci de compléter l'article en donnant les références utiles à sa vérifiabilité et en les liant à la section « Notes et références ».
La province de Naitasiri est une des quatorze provinces des Fidji et une des huit située sur Viti Levu, la plus grande île des Fidji. Elle a une superficie de 1 666 km2 et occupe le nord et l'est de l'île, sans englober Suva. La province est habitée par 160 760 habitants en 2016, ce qui en fait la seconde province la plus peuplée.
La création du parti politique Soqosoqo Duavata ni Lewenivanua (SDL, United Fiji Party) après le coup d'État de 2000 a été une initiative des chefs et du peuple de Naitasiri et le SDL remporta les élections générales de 2001 et de 2006 mais fut à nouveau déposé par un coup d'État en décembre 2006[réf. nécessaire].